# 1830 en santé et médecine
| Années de la santé et de la médecine : 1827 - 1828 - 1829 - 1830 - 1831 - 1832 - 1833    |
| Décennies de la santé et de la médecine : 1800 - 1810 - 1820 - 1830 - 1840 - 1850 - 1860 |

Cet article présente les faits marquants de l'année 1830 en santé et médecine.

## Événements
- Le médecin allemand Bernhard Heine présente l'ostéotome, un instrument médical pour scier les os[1].

## Naissances
- 5 mars : Étienne-Jules Marey (mort en 1904), médecin et physiologiste français.
- 30 mars : Ernest Lecorché (mort en 1904), médecin français[2],[3].
- 2 avril : Henri-Ferdinand Dolbeau (†1877), chirurgien.
- 22 juillet : François Césaire de Mahy (mort en 1906), médecin et homme politique.
- 4 novembre : Paul Topinard (mort en 1911), médecin et anthropologue français.
- 25 novembre : Guido Baccelli (mort en 1916), médecin et homme politique italien.

## Décès
- 2 mars : Samuel Thomas von Sömmering (né en 1755), médecin, anatomiste, anthropologue, paléontologue et inventeur allemand[4].
- 21 avril : Jean-Joseph Sue (né en 1760), médecin et chirurgien français, médecin de Joséphine de Beauharnais, de Joseph Fouché puis de Louis XVIII, père d'Eugène Sue[5].
- 24 juin :  François Blanchet (né en 1776), médecin, propriétaire de biens seigneuriaux et homme politique du Bas-Canada[6].